# Liste der Monuments historiques in Gissey-le-Vieil
Die Liste der Monuments historiques in Gissey-le-Vieil führt die Monuments historiques in der französischen Gemeinde Gissey-le-Vieil auf.

## Liste der Objekte
| Bezeichnung             | Beschreibung                                                                | Standort                       | Kennzeichnung | Schutzstatus | Datum | Bild |
| ----------------------- | --------------------------------------------------------------------------- | ------------------------------ | ------------- | ------------ | ----- | ---- |
| Hauptaltar              | Altartisch und Retabel; Holz, farbig gefasst und vergoldet, 17. Jahrhundert | in der Kirche St-Martin (Lage) | PM21003465    | Inscrit      | 1973  |      |
| Gemälde Heiliger Martin | Ölfarbe auf Leinwand, Holzrahmen, 17. Jahrhundert                           | in der Kirche St-Martin (Lage) | PM21003466    | Inscrit      | 1973  |      |
| Pietà                   | Kiefernholz, farbig gefasst, 16. Jahrhundert                                | in der Kirche St-Martin (Lage) | PM21003467    | Inscrit      | 1973  |      |